# Greg West
Greg West (Springfield, 13 juni 1985) is een Amerikaans skeletonracer.

## Carrière
West begon met skeleton nadat hij een wedstrijd zag en hij en zijn vrienden zeiden dat hij dat ook kon. West maakte zijn wereldbekerdebuut in het seizoen 2011/12 waar hij 30e eindigde. Hij was na dat seizoen lange tijd actief in lagere reeksen en keerde in het seizoen 2017/18 terug op het hoogste niveau met een 17e plaats. Hij wist zich niet te kwalificeren voor de Olympische Spelen in 2018. In het seizoen 2018/19 was hij ook actief in de wereldbeker en eindigde hij 13e.
Hij nam in 2019 deel aan het wereldkampioenschap waar hij individueel 16e eindigde maar in de landenwedstrijd werd hij derde.
West speelde American Football voor Baker University waar hij een bachelor in Sports Administrations haalde.

## Resultaten

### Wereldkampioenschappen
| Jaar | Plaats   | Resultaat                         |
| ---- | -------- | --------------------------------- |
| 2019 | Whistler | 16e Individueel · Landenwedstrijd |

### Wereldbeker
Eindklasseringen
| Seizoen   | Rang |
| --------- | ---- |
| 2011/2012 | 30e  |
| 2012/2013 | /    |
| 2013/2014 | /    |
| 2014/2015 | /    |
| 2015/2016 | /    |
| 2016/2017 | /    |
| 2017/2018 | 17e  |
| 2018/2019 | 13e  |